# البطولة الوطنية المجرية 1937–38
البطولة الوطنية المجرية 1937–38 (بالمجرية: 1937–1938-as magyar labdarúgó-bajnokság)‏ هو الموسم 35 من البطولة الوطنية المجرية. أشرف على تنظيمه اتحاد المجر لكرة القدم، وكان عدد الأندية المشاركة فيه 14، وفاز فيه نادي فيرينتسفاروشي.